# Antonio Barbiano di Belgiojoso
Antonio Barbiano di Belgiojoso, o alternativamente Belgioioso, I principe di Belgioioso (Milano, 11 gennaio 1693 – Milano, 26 ottobre 1779) è stato un nobile e militare italiano.

## Biografia
Antonio nacque a Milano l'11 gennaio 1693, figlio del conte Giovanni Barbiano di Belgiojoso e della sua seconda moglie, la nobildonna tirolese Isabelle von Wolkenstein-Trostburg.
Alla morte di suo padre nel 1715, a soli 22 anni, si trovò erede dei ricchi feudi della sua famiglia, come unico figlio maschio, e, grazie all'appoggio incondizionato della madre, iniziò a spianarsi una carriera nella società aristocratica milanese ed al servizio della corte austriaca, pur continuando comunque a coltivare una propria passione per il mondo scientifico, compiendo diversi viaggi all'estero ed in Europa.
Venne nominato dall'imperatore Carlo VI al ruolo di commissario imperiale a Trento dove suo zio Anton Dominik von Wolkenstein-Trostburg era vescovo, e quindi fu ambasciatore nel Ducato di Parma e poi in quello di Modena dal 1726. Tornato a Milano dopo due anni di servizio all'estero, nel 1728 venne nominato decurione.
Con l'ascesa al trono imperiale di Maria Teresa d'Austria, nel 1748 questa lo nominò suo consigliere privato, dopo le prese di posizione assunte in sua difesa a Milano nell'ambito della guerra di Successione austriaca, nonché ciambellano imperiale. Combatté accompagnato dai figli Alberico e Ludovico nella guerra dei Sette anni, per il cui servizio venne ricompensato con la promozione al rango di principe del Sacro Romano Impero col titolo legato al suo feudo di Belgioioso, insignito dalla stessa imperatrice con diploma concesso a Vienna il 5 agosto 1769. Nel medesimo diploma, l'imperatore Giuseppe II concesse ad Antonio anche il diritto di battere moneta in oro ed in argento, secondo antica e prestigiosa consuetudine, per i suoi possedimenti feudali. Di questa nomina tanto prestigiosa, la società milanese discusse a lungo soprattutto perché il titolo venne acquistato dal Barbiano di Belgiojoso alla Regia camera e, come ebbe a riferire Pietro Verri nel suo carteggio col fratello "il conte Belgioioso era stato fatto principe, comprando una parola con la pingue eredità di sua moglie".
Si devono ad Antonio l'ampliamento, l'edificazione ex novo di alcune parti del castello di Belgioioso, la sua magnificente cancellata e via dicendo; detto maniero doveva essere il segno visivo del nuovo status di principe.
Tornato stabilmente a risiedere a Milano, il 5 febbraio 1774 ricevette la prestigiosa onorificenza dell'ordine del Toson d'oro.
Morì a Milano il 20 ottobre 1779.

## Matrimonio e figli
Il 5 ottobre 1722 a Milano, Antonio sposò la contessa Barbara D'Adda, figlia del conte Costanzo e di sua moglie, la contessa Antonietta Aicardi Visconti. La coppia ebbe insieme i seguenti eredi:
- Alberico (1725-1813), II principe di Belgioioso, sposò la principessa Anna Ricciarda d'Este
- Ludovico (1728-1801), cavaliere di Malta
- Antonia (1730-1773), sposò Antonio Giovanni Battista Dati della Somaglia, X conte e barone della Somaglia

## Ascendenza
|                                                     |                          |                                                | Genitori                                                |  |  | Nonni |  |  | Bisnonni                                                |  |  | Trisnonni                                                |  |
|                                                     |                          |                                                |                                                         |  |  |       |  |  | Alberico Barbiano di Belgiojoso, IV conte di Belgioioso |  |  | Ludovico Barbiano di Belgiojoso, III conte di Belgioioso |  |
|                                                     |                          |                                                |                                                         |  |  |       |  |  | Alberico Barbiano di Belgiojoso, IV conte di Belgioioso |  |  | Ludovico Barbiano di Belgiojoso, III conte di Belgioioso |  |
|                                                     |                          | Barbara Trivulzio                              |                                                         |  |  |       |  |  | Alberico Barbiano di Belgiojoso, IV conte di Belgioioso |  |  |                                                          |  |
| Carlo Barbiano di Belgiojoso, V conte di Belgioioso |                          |                                                |                                                         |  |  |       |  |  | Alberico Barbiano di Belgiojoso, IV conte di Belgioioso |  |  |                                                          |  |
|                                                     |                          | Giulia Affaitati                               | Ottavio Affaitati                                       |  |  |       |  |  |                                                         |  |  |                                                          |  |
|                                                     |                          | Giulia Affaitati                               | Ottavio Affaitati                                       |  |  |       |  |  |                                                         |  |  |                                                          |  |
|                                                     |                          | Giulia Affaitati                               | Costanza Affaitati                                      |  |  |       |  |  |                                                         |  |  |                                                          |  |
| Giovanni Barbiano di Belgiojoso                     |                          | Giulia Affaitati                               |                                                         |  |  |       |  |  |                                                         |  |  |                                                          |  |
|                                                     |                          | Filippo Malombra                               |                                                         |  |  |       |  |  |                                                         |  |  |                                                          |  |
|                                                     |                          |                                                |                                                         |  |  |       |  |  |                                                         |  |  |                                                          |  |
|                                                     |                          |                                                |                                                         |  |  |       |  |  |                                                         |  |  |                                                          |  |
| Francesca Malombra                                  |                          |                                                |                                                         |  |  |       |  |  |                                                         |  |  |                                                          |  |
|                                                     |                          | Bianca Lucia Castiglioni                       | Gian Giacomo Castiglioni, conte palatino                |  |  |       |  |  |                                                         |  |  |                                                          |  |
|                                                     |                          | Bianca Lucia Castiglioni                       | Gian Giacomo Castiglioni, conte palatino                |  |  |       |  |  |                                                         |  |  |                                                          |  |
|                                                     |                          | Bianca Lucia Castiglioni                       | Aurelia Porrone                                         |  |  |       |  |  |                                                         |  |  |                                                          |  |
| Antonio Barbiano di Belgiojoso                      |                          | Bianca Lucia Castiglioni                       |                                                         |  |  |       |  |  |                                                         |  |  |                                                          |  |
|                                                     | Albrecth von Wolkenstein | Hörandt von Wolkenstein                        |                                                         |  |  |       |  |  |                                                         |  |  |                                                          |  |
|                                                     | Albrecth von Wolkenstein | Hörandt von Wolkenstein                        |                                                         |  |  |       |  |  |                                                         |  |  |                                                          |  |
|                                                     | Albrecth von Wolkenstein | Barbara von Schernberg-Goldegg                 |                                                         |  |  |       |  |  |                                                         |  |  |                                                          |  |
| Gaudenz Fortunat von Wolkenstein-Trostburg          | Albrecth von Wolkenstein |                                                |                                                         |  |  |       |  |  |                                                         |  |  |                                                          |  |
|                                                     |                          | Giovanna Madruzzo                              | Giovanni Gaudenzio Madruzzo                             |  |  |       |  |  |                                                         |  |  |                                                          |  |
|                                                     |                          | Giovanna Madruzzo                              | Giovanni Gaudenzio Madruzzo                             |  |  |       |  |  |                                                         |  |  |                                                          |  |
|                                                     |                          | Giovanna Madruzzo                              | Giovanna Orsini                                         |  |  |       |  |  |                                                         |  |  |                                                          |  |
| Isabelle von Wolkenstein-Trostburg                  |                          | Giovanna Madruzzo                              |                                                         |  |  |       |  |  |                                                         |  |  |                                                          |  |
|                                                     |                          | Giovanni Pietro d'Altemps, III duca di Gallese | Giovanni Angelo d'Altemps, II duca di Gallese           |  |  |       |  |  |                                                         |  |  |                                                          |  |
|                                                     |                          | Giovanni Pietro d'Altemps, III duca di Gallese | Giovanni Angelo d'Altemps, II duca di Gallese           |  |  |       |  |  |                                                         |  |  |                                                          |  |
|                                                     |                          | Giovanni Pietro d'Altemps, III duca di Gallese | Maria Cesi di Acquasparta                               |  |  |       |  |  |                                                         |  |  |                                                          |  |
| Margaretha Anna Maria von Altemps                   |                          | Giovanni Pietro d'Altemps, III duca di Gallese |                                                         |  |  |       |  |  |                                                         |  |  |                                                          |  |
|                                                     |                          | Isabella Lante Montefeltro Della Rovere        | Marcantonio Lante, marchese di San Lorenzo e Monteleone |  |  |       |  |  |                                                         |  |  |                                                          |  |
|                                                     |                          | Isabella Lante Montefeltro Della Rovere        | Marcantonio Lante, marchese di San Lorenzo e Monteleone |  |  |       |  |  |                                                         |  |  |                                                          |  |
|                                                     |                          | Isabella Lante Montefeltro Della Rovere        | Lucrezia Della Rovere                                   |  |  |       |  |  |                                                         |  |  |                                                          |  |
|                                                     |                          | Isabella Lante Montefeltro Della Rovere        |                                                         |  |  |       |  |  |                                                         |  |  |                                                          |  |